# الكتابة القصصية
الكتابة القصصية هي تكوين من نصوص نثرية غير واقعية. تُنتَج الكتابة القصصية غالبًا على هيئة قصة تهدف إلى الترفيه أو إلى إيصال وجهة نظر المؤلف. نتيجة تلك العملية قد تكون قصة قصيرة، أو رواية، أو رواية قصيرة، أو سيناريو، أو دراما وكلها (وإن لم تكن الوحيدة) من أجناس الكتابة القصصية. توجد أمثلة مختلفة من المؤلفين الذين يمارسون الكتابة القصصية، ومنهم الروائيون وكتّاب المسرحية وكتّاب القصة القصيرة والمسرحيون الإذاعيون وكتّاب السيناريو.

## صنفا النثر القصصي

### النوع التخييلي
النوع الفني هو الموضوع أو الصنف التي يستخدمه الكتّاب. على سبيل المثال، يعد الخيال العلمي والفنتازيا وأدب الغموض أنواعًا قصصية تخييلية. النوع التخييلي والمعروف أيضًا باسم الخيال الشعبي، هو أعمال قصصية تحركها الحبكة ومكتوبة بقصد الاندماج في نوع أدبي معين، من أجل جذب القرّاء والمعجبين بهذا النوع.
النوع التخييلي هو سرد القصص التي تحركها الحبكة، على عكس القص الأدبي، الذي يركز أكثر على الموضوع والشخصية. يُكتب النوع التخييلي أو الخيال الشعبي لجذب جمهور كبير، ويُباع بنحو أكبر أساسًا بسبب انتشاره تجاريًا. مثال على ذلك سلسلة روايات «الشفق» التي قد تبيع أكثر من «موبي ديك» لهرمان ملفيل، لأن روايات سلسلة الشفق تتعامل مع عناصر الثقافة الشعبية: الرومانسية ومصاصي الدماء.

### القص الأدبي
القص الأدبي هو أعمال قصصية لها ميزة أدبية، أي أنها أعمال تقدم تعليقًا اجتماعيًا، أو نقدًا سياسيًا، أو تركز على جانب من جوانب الحالة الإنسانية.
يتناقض القص الأدبي عادةً مع نظيره الرائج أو التجاري أو النوع التخييلي. وقد وصف بعضهم الاختلاف بينهما من حيث تحليل الواقع (الأدبي) وليس الهروب من الواقع (التخييلي). التناقض بين هذين الصنفين من النثر القصصي مثير للجدل بين بعض النقاد والباحثين.

## عناصر القص

### الشخصية
التشخيص هو أحد العناصر الخمسة للقص، جنبًا إلى جنب مع الحبكة، والمكان والزمان، والموضوع، وأسلوب الكتابة. الشخصية هي مشارك في القصة، وعادة ما تكون إنسانًا، ولكنها قد تكون أي شخصية أو هوية أو كيان ينشأ وجوده من عمل أو أداء قصصي.
قد تكون الشخصيات من عدة أنواع:
- راوٍ-شخصية: الشخصية التي يجري عرض القصة من طريقها، وقد تكون الشخصية الرئيسية في القصة وقد لا تكون كذلك.
- بطل القصة: الشخصية الرئيسية للقصة.
- الخصم أو الغريم: الشخصية التي تقف في مواجهة بطل القصة.
- شخصية ثانوية: شخصية تتفاعل مع بطل الرواية. يساعدون القصة على المضي قدمًا.
- شخصية محبطة: شخصية (عادة ما تكون ثانوية) لها سمات تتعارض مع سمات الشخصية الرئيسية.

### الحبكة
الحبكة، أو العقدة، هي عرض وترتيب وقائع وأحداث القصة. انطلاقًا من الحدث البادئ، ثم الحدث المتصاعد، والصراع، والذروة، والحدث المتساقط، والانتهاء على الأرجح بحل.
تتكون الحبكة من الفعل ورد الفعل، ويشار إليها أيضًا باسم السبب والنتيجة ولها بداية ووسط ونهاية.
تتكون ذروة الرواية من جملة واحدة مليئة بالإثارة يتم فيها حل الصراع (مشكلة) الرواية. تأتي هذه الجملة في نهاية الرواية. يجب أن يأتي الجزء الرئيسي من الحدث قبل الذروة.
تحتوي الحبكة أيضًا على هيكل متوسط المستوى: مشهد وتكملة. المشهد هو وحدة الدراما - حيث يجري الحدث. ثم، بعد انتقال من نوع ما، تأتي التتمة - رد فعل عاطفي وإعادة تجميع، أي تداعيات.

### المكان والزمن
ويعني ذلك مكان القصة ووقتها. غالبًا ما يكون المكان مكانًا حقيقيًا، ولكنه قد يكون مدينة أو بلدًا وهميًا داخل عالمنا؛ كوكب مختلف أو كون موازٍ، قد يكون أو لا يكون له أوجه تشابه مع كوننا. في بعض الأحيان، يُشار إلى المكان على أنه وسط اجتماعي، لتضمين سياق (مثل المجتمع) أبعد من المحيط الآني للقصة.

### الموضوع
الموضوع هو ما يحاول المؤلف قوله للقارئ. على سبيل المثال، الإيمان بالخير المطلق في البشر، أو أن الأشياء ليست دائمًا كما تبدو. غالبًا ما يشار إلى هذا باسم «مغزى القصة». تحتوي بعض القصص على موضوعات متقدمة مثل الأخلاق، أو قيمة الحياة، في حين هناك قصص أخرى ليس لها موضوع، أو موضوعها سطحي جدًا.

### الأسلوب
يتضمن الأسلوب العديد من الخيارات التي يتخذها كتّاب القصة، بوعي أو دون وعي، في عملية كتابة قصة ما. لا يشمل ذلك الصورة الكبيرة والخيارات الاستراتيجية مثل وجهة النظر واختيار الراوي فقط، ولكن أيضًا الخيارات التكتيكية للقواعد، وعلامات الترقيم، والكلمات المستخدمة، وطول الجملة والفقرة والبنية، والنبرة، واستخدام المجاز، واختيار الفصل، والعناوين، إلخ... تختلط هذه الاختيارات، في عملية بناء القصة، لتصبح صوت الكاتب، وأسلوبه الفريد.

#### الراوي
الراوي هو حكّاء القصة. يمكن أن يكون الراوي هو الشخصية الرئيسية أيضًا.

#### وجهة النظر
وجهة النظر هي المنظور (أو نوع «العدسة» الشخصية أو غير الشخصية) التي يجري عبرها سرد القصة. يصف المنظور السردي موقف الراوي، أي شخصية الراوي، فيما يتعلق بالقصة التي يجري سردها.

#### النبرة
تعبر نبرة العمل الأدبي عن موقف الكاتب أو مشاعره تجاه الموضوع والقرّاء.

#### تعطيل الاستنكار
تعطيل الاستنكار هو قبول القارئ المؤقت لعناصر القصة على أنها قابلة للتصديق، بصرف النظر عن مدى استحالة تصديقها في الواقع.

## آراء مؤلفين حول الكتابة
كتب إرنست همينغوي «النثر هو الهندسة المعمارية، وليس التصميم الداخلي».
يقدم ستيفن كينغ للقراء نصائح مفيدة حول صقل حرفتهم في كتابه غير القصصي، الذي يكتب فيه جزءًا من سيرته الذاتية، ويضم جزء آخر مذكرات للتطوير الذاتي، عن الكتابة: مذكرات الحرفة: «يبدأ الوصف في خيال الكاتب، ولكن يجب أن ينتهي في خيال القارئ».

## الكتابة الإبداعية 101: بحسب كيرت فونيجت
كيرت فونيجت هو مؤلف الروايات المُشاد بها، مهد القطة والمسلخ رقم 5 وفطور الأبطال، أعطى لقرائه، في مجموعته القصصية «مِسعط باغومبو»، ثماني قواعد حول كيفية كتابة قصة ناجحة. يمكن العثور على القائمة في مقدمة المجموعة.
«أعرني أذنيك الآن. ها هي الكتابة الإبداعية 101:
1. استغل وقت شخص غريب عنك تمامًا بحيث يشعر بأن الوقت لم يُهدر.
2. امنح القارئ شخصية واحدة على الأقل يمكنه تشجيعها.
3. كل شخصية يجب أن تريد شيئًا ما، حتى لو كان كوبًا من الماء فقط.
4. يجب أن تقوم كل جملة بأحد أمرين: الكشف عن شخصية أو دفع حدث ما للأمام.
5. ابدأ بقرب النهاية قدر الإمكان.
6. كن ساديًا. بصرف النظر عن مدى لطف وبراءة شخصياتك الرئيسية، اجعلهم يمرّون بأحداث فظيعة، حتى يرى القارئ مما هم مصنوعون.
7. اكتب لإرضاء شخص واحد فقط. إذا فتحت نافذة ومارست الحب مع العالم، إذا جاز التعبير، ستصاب قصتك بالتهاب رئوي.
8. امنح القراء أكبر قدر ممكن من المعلومات في أسرع وقت ممكن. لكي تبقي قارئك متشوقًا. يجب أن يكون لدى القراء فهم كامل لما يجري، وأين ولماذا، حتى يتمكنوا من إنهاء القصة بأنفسهم، إذا أكلت الصراصير الصفحات القليلة الماضية».